# Versicherungstarif
Ein Versicherungstarif ist das Preiskonditionssystem  eines Versicherers. Es handelt sich um eine fachsprachliche Bezeichnung und es ist im Normalfall kein Tarif im rechtlichen Sinn, da sie den Versicherer nicht nach außen binden. Versicherungstarife in der Versicherungswirtschaft stellen daher kein gegenüber jedermann verbindliches Angebot zum Vertragsabschluss dar, sondern sind nur interne Vorgaben der Geschäftsführung für die von damit Beauftragten abzuschließenden Verträge. Versicherer sind meist in der Entscheidung frei, Verträge zu diesen Konditionen abzuschließen, abzulehnen oder andere Konditionen zu vereinbaren. Hierfür gibt es allerdings rechtliche Grenzen. Normalerweise erstellt ein Versicherer für jede Gruppe von gleichartigen Versicherungsverträgen (in der Fachsprache der Versicherungswirtschaft als Produkt bezeichnet) einen solchen eigenständigen Versicherungstarif.
In einigen Fällen bestehen aber auch Tarife aus rechtlicher Sicht, wenn Konditionen Versicherungsnehmern bereits bestehender Verträge, sehr selten der Öffentlichkeit, verbindlich angeboten werden. So gibt es z. B. in der Autoversicherung einen Tarif, der für den Fall eines Fahrzeugwechsels vertraglich verbindlich die danach geltenden Konditionen beschreibt. Diese Tarife sind für den Versicherer verbindlich, denn sie werden Vertragsbestandteil. Sie regeln verbindlich nachfolgende Vertragsänderungen.

## Zweck der Versicherungstarife
Versicherungsverträge sind der Natur nach Produkte, die in großen Zahlen abgeschlossen werden müssen, um ihrer Funktion gerecht zu werden. Denn durch Versicherung wird das einzelne Risiko mit anderen ähnlichen Risiken in einem Portefeuille zusammengefasst und auf Grund mathematischer Grundsätze ist das sich damit insgesamt für den Versicherer ergebende Risiko deutlich geringer, als es für den einzelnen Versicherungsnehmer war. Daher müssen Versicherer Versicherungsverträge möglichst einheitlich abschließen, damit die übernommenen Risiken sehr ähnlich sind. Hierzu verwenden die Versicherer für alle Verträge einer Art einheitliche Versicherungsbedingungen, also einheitliche Vertragsgestaltungen. Damit Vertragsabschlüsse in der Masse möglich sind, müssen auch alle anderen Vertragsbestimmungen, insbesondere die Beiträge und die damit erworbenen Anwartschaften auf Leistungen vorab von der Geschäftsführung als Handlungsanweisung für die mit den Vertragsabschlüssen Beauftragten festgelegt werden. Die Festlegung des Versicherungstarifs wird Tarifierung genannt. Es ist bei der großen Zahl der Abschlüsse meist nicht möglich, die Beiträge individuell zu bestimmen. Nur in wenigen kommerziellen Versicherungszweigen oder bei ungewöhnlichen Großrisiken erfolgt eine Einzelfestlegung der Beiträge (Einzeltarifierung). Zudem stellt der Versicherer mit der Anwendung eines einheitlichen Versicherungstarifs auf alle Vertragsabschlüsse auch die Einhaltung verschiedener rechtlicher Vorschriften sicher, wie das Gleichbehandlungsgebot des § 138 Abs. 2  Versicherungsaufsichtsgesetz (VAG) und des Allgemeinen Gleichbehandlungsgesetzes (AGG). Bei einer Einzeltarifierung müssen diese Vorgaben jeweils besonders beachtet werden. Auch ist mit der Vorgabe eines Versicherungstarifs sichergestellt, dass die Verträge in der von der Geschäftsführung gewünschten Form, insbesondere mit wirtschaftlich ausreichenden Beiträgen abgeschlossen werden. Die Vereinbarung ausreichender Beiträge ist z. B. nach § 138 Abs. 1 VAG für Lebensversicherungsverträge verpflichtend.

## Lebensversicherung

### Vielfalt der Versicherungstarife
Normalerweise gibt es für jedes Produkt einen eigenen Versicherungstarif; so bieten Lebensversicherungsunternehmen typischerweise Tarife für Rentenversicherungen, Risikolebensversicherungen, Kapitallebensversicherungen, Berufsunfähigkeitsversicherungen etc. an. Es sind aber auch Sondertarife für bestimmte Kundengruppen oder Vertriebswege möglich. Alternativ sehen umfassende Versicherungstarife Sonderregelungen für verschiedene Fälle vor.

### Versicherungstarif und Vertrag
In der Lebensversicherung ist der Versicherungstarif kein Vertragsbestandteil, aber gemäß § 1 Abs. 1 Nr. 6 der VVG-Informationspflichtenverordnung (VVG-InfoV) müssen die Tarifbestimmungen, die für den Vertrag gelten sollen, dem Versicherungsnehmer mitgeteilt werden, da sie sonst nicht Vertragsbestandteil würden. Der Versicherer ist frei, soweit dies nicht gesetzlichen Vorschriften wie dem AGG oder dem Gleichbehandlungsgebot widerspricht, im Einzelfall, insbesondere aus Risikogründen, den Abschluss eines Vertrages zu den Konditionen des Versicherungstarifs abzulehnen oder Änderungen vorzunehmen. Dies geschieht normalerweise im Zusammenhang mit der Risikoprüfung auf Grund von besonderen gesundheitlichen oder wirtschaftlichen Risiken. Auch für Vertragsänderungen ist der Versicherungstarif nicht maßgeblich. Soweit der Vertrag bestimmte Gestaltungsrechte für eine Partei vorsieht, müssen die Bestimmungen hierfür im Vertrag vereinbart sein. So müssen beispielsweise die Rechnungsgrundlagen der Beitragskalkulation, mit denen eine Beitragsfreistellung durchzuführen ist, im Vertrag vereinbart sein. Interne Dokumente des Versicherers, wie der Versicherungstarif, sind ohne vertragliche Vereinbarung nicht maßgeblich.

### Tarifierung
Da Versicherungstarife in der Lebensversicherung heute ausschließlich ein internes Organisationsmittel des Versicherers sind und ohne vertragliche Vereinbarung keine rechtliche Bedeutung haben, sind die Versicherer in deren Gestaltung völlig frei. Viele Versicherer organisieren auch heute noch Versicherungstarife ähnlich den früher für vor 1995 abgeschlossene Verträge durch die Aufsichtsbehörde weitgehend vorgegebenen Geschäftsplänen. Daher ist für diese eine Beschreibung möglich, die aber nicht allgemein gültig ist. Bis 1994 waren die Versicherer verpflichtet, ihre Tarifierungsgrundlagen in ihrem Geschäftsplan darzulegen und diesen vom BAV genehmigen zu lassen. Die Tarife sind daher weitgehend nach den Wünschen der Aufsichtsbehörde gestaltet. Sie sind zur Arbeitserleichterung der Aufsichtsbehörde standardisiert, vor allem aber um dem Willkürverbot gerecht werden zu können. Die Aufsichtsbehörde veröffentlichte in ihrer periodischen Publikation sogenannte Muster-Geschäftpläne, die weitgehend auch heute noch die Grundsätze der aktuellen Versicherungstarife beschreiben. Seit 1995 ist die Genehmigungspflicht entfallen. Die mathematischen Grundlagen der Beitragskalkulation sind aber gemäß §§ 143 und 161 Abs. 2 VAG der Aufsichtsbehörde mitzuteilen.

### Übliche Bestandteile eines Versicherungstarifs
Zu den in Versicherungstarifen vorgegebenen Einzelheiten der abzuschließenden Verträgen bei Lebensversicherungen gehören
- der bei der Berechnung der Beiträge zu verwendende Rechnungszins,
- die zu verwendende Sterbetafeln,
- die Höhe der einzurechnenden Abschluss- und Verwaltungskosten,
- die zu verwendenden Formeln,
- die Grundlagen der Berechnung der zu vereinbarenden Rückkaufswerte und beitragsfreien Summen,
- der dabei zu berücksichtigende, ebenso zu vereinbarende Stornoabschlag,
- Beschränkungen für das Eintrittsalter, die Laufzeit und die Versicherungssumme,
- die zu verwendenden Versicherungsbedingungen, insbesondere die Allgemeinen Versicherungsbedingungen,
- übrige Einzelheiten der Vertragsausgestaltung.

### Versicherungstarife und Deckungsrückstellung
Oft sehen die Versicherungstarife auch technische Vorgaben für die Bewertungen im Rahmen des Jahresabschlusses vor. Diese sind, außer für vor 1995 abgeschlossene Verträge, aber nicht verbindlich; verbindlich sind vielmehr die handelsrechtlichen Vorschriften. Die den Jahresabschluss aufstellende Geschäftsführung ist an den Versicherungstarif bei der Aufstellung des Jahresabschlusses nicht gebunden. Der Jahresabschluss ist nach den handelsrechtlichen Vorschriften aufzustellen, wobei der Verantwortliche Aktuar unter der Bilanz zu bestätigen hat, dass die Deckungsrückstellung gemäß den einschlägigen gesetzlichen Bestimmungen gebildet ist. Der Versicherungstarif spielt hier keine Rolle. Nur für vor 1995 abgeschlossene Verträge sieht das Handelsrecht eine Maßgeblichkeit der Geschäftspläne für die Bewertung der versicherungstechnischen Rückstellungen vor, soweit diese eine aus handelsrechtlicher Sicht ausreichende Vorsicht zur Folge haben.

## Andere Versicherungszweige
Die Versicherungstarife in der Krankenversicherung und der Autoversicherung unterliegen noch weitgehenden staatlichen Kontrollen. Gleiches gilt auch für die Versicherungstarife von Pensionsfonds.